# Polisen i Mexiko
Polisen i Mexiko är i organiserad på tre nivåer: federal polis, delstatlig polis och kommunal polis. Därtill kommer polisen i Mexico City, som är ett federalt distrikt (Distrito Federal). Överordnande organ är det federala säkerhetsministeriet (Secretaria de Seguridad Publica, SSP) och samordnande organ är det nationella säkerhetssystemet (Sistema Nacional de Seguridad Publica) vars högsta ledning är det nationella säkerhetsrådet (Consejo Nacional de Seguridad Publica) där säkerhetsministern, försvarsministern, arméministern, kommunikationsministern, justitieministern samt de 31 delstatsguvernörerna och guvernören i Distrito Federal är ledamöter.

## Federal polis
Federal kriminalpolismyndighet, med ca 8 000 poliser, är Agencia Federal de Investigaciones, (AFI), som bildades 2001, för att ersätta den då nedlagda, starkt korrumperade, federala polisen PJF (Policia Judicial Federal). Den federala ordningspolismyndigheten Policia Federal Preventiva (PFP),med åtminstone 7 000 poliser, bildades 1999 genom sammanslagning av flera olika uniformerade federala polismyndigheter..

## Delstatspolis
I var och en av Mexikos 31 delstater finns dels en delstatlig kriminalpolismyndighet, dels en delstatlig ordningspolismyndighet. Tillsammans finns det cirka 26 000 delstatliga kriminalpoliser och cirka 90 000 delstatliga ordningspoliser.

## Kommunal polis
Av Mexikos 2 395 kommuner saknar 335 egna poliskårer, medan 45 kommuner använder sig av den federala PFP som kontraktspolis. Bland kommuner med egna poliskårer ligger tyngdpunkten på de 87 största städerna där cirka 70 % av de kommunala ordningspoliserna är verksamma. I kommuner med under 2 000 invånare saknas vanligen professionell polis. Där utgörs poliskåren av ouniformerade frivilliga med fulla polisiära befogenheter. I Mexiko City finns ungefär 100 000 poliser vilka lyder under Distrito Federal..